# 식용 버섯

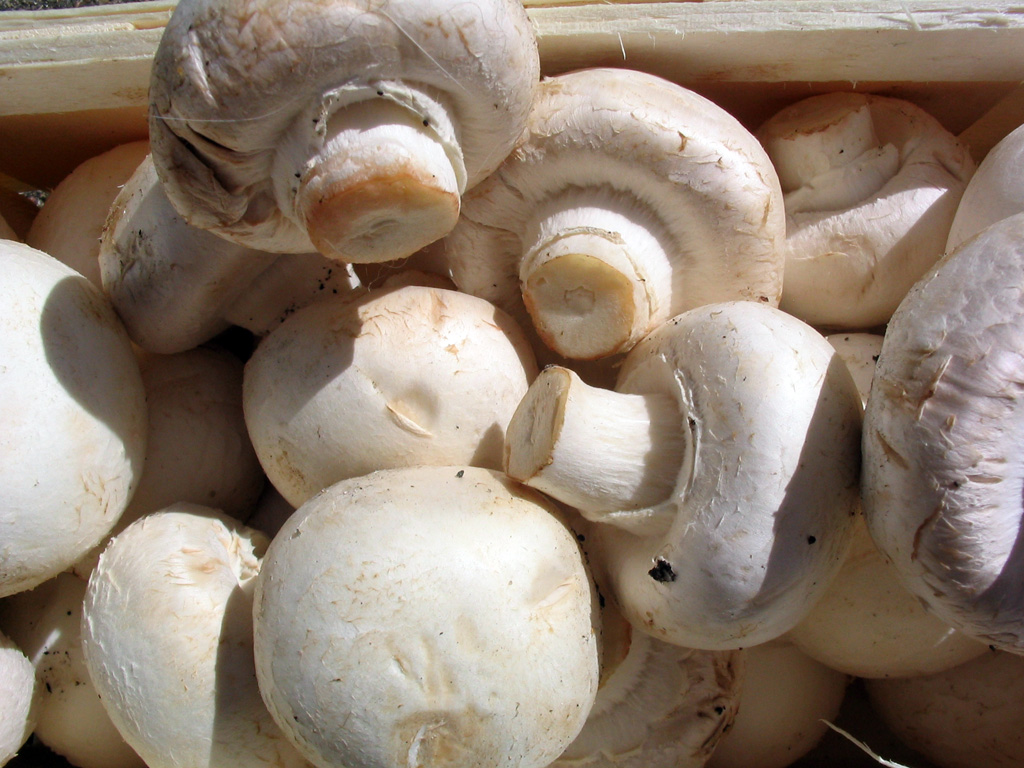
요리할 준비가 된 양송이버섯. 경작되는 수많은 식용 버섯들 가운데 하나일 뿐이다.

식용 버섯은 신선하면서 먹을 수 있는 몇몇 종의 균의 자실체이다. 버섯은 거시균류(macrofungi)에 속하는데, 맨눈으로 자실 구조를 보기에 충분히 크기 때문이다. 손의 접근 여부에 따라 땅 아래에 나는 경우 지하발아로, 땅 위에 나면 지상발아로 나타난다. 먹을 수 있느냐의 기준은 사람에 대한 독성의 영향이 없는지, 만족스러운 맛과 냄새를 함유하는지의 기준에 따라 결정된다.
송이버섯, 표고버섯, 양송이, 새송이, 팽이버섯, 느타리버섯, 목이버섯, 국수버섯, 능이버섯, 달걀버섯, 소혀버섯 따위가 잘 알려진 식용 버섯에 속한다.

## 같이 보기
- 차가버섯

## 참조
1. ↑  Chang, Shu-Ting; Phillip G. Miles (1989). 《Mushrooms: cultivation, nutritional value, medicinal effect, and Environmental Impact》. CRC Press. 4–6쪽. ISBN 0-8493-1043-1.
2. ↑  Arora D (1986). 《Mushrooms demystified》. Ten Speed Press. 23쪽. ISBN 0-89815-169-4.
3. ↑  Mattila P, Suonpää K, Piironen V. (2000). “Functional properties of edible mushrooms”. 《Nutrition》 16 (7–8): 694–6. doi:10.1016/S0899-9007(00)00341-5. PMID 10906601.